# Miłość na zamówienie
Miłość na zamówienie – amerykańska komedia romantyczna z 2006 roku w reżyserii Toma Deya, w której główne role grają Matthew McConaughey i Sarah Jessica Parker.

## Fabuła
Tripp (Matthew McConaughey) to przystojny mężczyzna po trzydziestce, który nadal mieszka z rodzicami. W podobnej sytuacji są jego dwaj przyjaciele Demo (Bradley Cooper) i Ace (Justin Bartha). Rodzice Trippa chcieliby, aby syn wyprowadził się z ich domu i w tym celu zatrudniają Paulę (Sarah Jessica Parker) – specjalistkę, której zdaniem mężczyźni nadal mieszkający z rodzicami cierpią z powodu niskiej samooceny. Zadaniem Pauli jest udawać dziewczynę Trippa oraz umożliwić mu usamodzielnienie się. Okazuje się, że Tripp bardzo różni się od mężczyzn, z którymi dotychczas pracowała Paula, więc tym razem będzie musiała zastosować szczególne metody.

## Obsada
- Matthew McConaughey – Tripp
- Sarah Jessica Parker – Paula
- Zooey Deschanel – Katherine "Kit"
- Justin Bartha – Ace
- Bradley Cooper – Demo
- Kathy Bates – Sue
- Terry Bradshaw – Al
- Tyrel Jackson Williams – Jeffrey
- Katheryn Winnick – Melissa
- Rob Corddry – sprzedawca broni
- Patton Oswalt – pracownik serwisu

## Nagrody i wyróżnienia
- People's Choice Awards 2007
  - ulubiona komedia (nominacja)
- Nickelodeon Kids' Choice Awards 2007
  - Sarah Jessica Parker – najlepsza aktorka (nominacja)